# Загустай (река)
Загуста́й (бур. Загаһатай — «рыбная») — река в Селенгинском районе Бурятии. Длина — 44 км, площадь водосборного бассейна — 382 км².
Один из двух, наряду с рекой Цаган-Гол, крупных водотоков, питающих Гусиное озеро. Впадает в северо-восточном углу водоёма у города Гусиноозёрска.

## География
Берёт начало между горами Орюн (1353 м) и Хольжин-Жада (1351 м) на юго-восточном склоне водораздельного хребта Хамар-Дабана, вытекая из Загустайского болота. Течёт на протяжении 25 км как горный ручей в узкой пади, разделяющей Хамбинский и Солдатский хребты, где принимает все свои притоки. Наиболее крупные ручьи — Ехэ-Ангоб, Аршан, Улан-Бургас, Болдогор, Хундыта, Халюта.
Выходя из Загустайской пади, разделяется на несколько потоков, растекающихся по Загустайской долине, северо-восточной части Гусиноозёрской котловины. Долина на протяжении полутора десятков километров зарегулирована многочисленными каналами и дренажными канавами. Основной водоток шириной 2—5 м течёт по болотистой равнине, принимая спокойный характер. Река мелководна и переходима вброд.
При впадении в Гусиное озеро образует болото, поросшее рогозом и другими водными растениями.
Значительны паводки весной при таянии снегов в горах Хамар-Дабана, гасящиеся мелиоративной системой в долине.

## Название
Название происходит с давних времён, когда река была полноводна и богата рыбой. Загаастай в южнобурятском произношении означает «рыбная», «рыбное место». Это название распространялось и на нынешнюю Загустайскую долину, и на Убукунские озёра.